# Абтлёбниц
Абтлёбниц (нем. Abtlöbnitz) — деревня в Германии, в земле Саксония-Анхальт. 
Входит в состав общины Молауэр-Ланд района Бургенланд. Население составляет 153 человека (на 31 декабря 2006 года). Занимает площадь 4,26 км².
Деревня Абтлёбниц ранее имела статус общины (коммуны). 1 января 2010 года была объединена с соседними населёнными пунктами и вошла в состав новой общины Молауэр-Ланд.